# The Dolan Twins
The Dolan Twins est un duo de youtubeurs américains composé des jumeaux Ethan Grant et Grayson Bailey Dolan nés à Long Valley (New Jersey) le 16 décembre 1999.

## Carrière
Ils commencent à se faire connaître en mai 2013 en partageant des vidéos sur le réseau social Vine. Ils sont aussi sur la chaîne AwesomenessTV depuis 2015,.
Le 19 décembre 2017 une vidéo a été mise en ligne sur Youtube mettant en évidence le type de jumeaux qu'ils sont. Dans cette vidéo, Grayson Dolan exprime ses doutes comme quoi ils ne seraient pas de vrais jumeaux. Finalement, on apprend qu'ils le sont dans cette même vidéo à la suite d'un test d'ADN.
Depuis leurs débuts, le duo a accumulé plus de 6,4 millions d'abonnés sur Vine et 10 millions d'abonnés sur YouTube. Ils ont également chacun plus de 8 millions d'abonnés sur Instagram ainsi que sur Twitter. À l'âge de 16 ans, ils se sont lancés dans une tournée mondiale intitulé 4OU en 2016. Le duo a également participé à une campagne publicitaire pour le réseau social Twitter pour une de leur nouvelle fonctionnalité. Pendant les 2016 Teen Choice Awards, les jumeaux ont remporté le prix du « Choice Web Star : Male » et le « Choice YouTuber ».
Le 27 mars 2018, Grayson et Ethan parlent de leur besoin de faire une pause dans leur carrière YouTube, au travers d'une vidéo sur leur chaîne intitulé Bye For Now. Dans la vidéo, ils déclarent qu'ils veulent se renouveler, surtout au niveau de leur créativité et se concentrer sur leurs vies en dehors de YouTube.
Pour le redémarrage du MTV Total Request Live les Dolan Twins sont recrutés en tant que correspondants, et pour alimenter leur plateforme de live.

## Controverses
En septembre 2017, ils ont soutenu que la version de Jake Paul sur leurs origines, vu dans son mémoire You Gotta Want It, n'était pas exactement la vérité. Dans son livre, Jake Paul a prétendu que les jumeaux ont seulement accédé à la notoriété grâce à leurs collaborations sur sa chaîne. Ils ont contesté cette déclaration lors d'une interview avec le vlogger Caspar Lee.
Au cours d'une rencontre (Meet-up) en novembre 2017, manque de communication, grandes foules, et retards ont fait du Meet-Up de Hyde Park, à Londres, un désastre. Une mère, qui accompagnait sa fille, a aussi précisé que des milliers de jeunes fans étaient déjà arrivées avant même que l'événement ait commencé, provoquant le chaos lorsque le meet-up fût annulé 15 minutes avant de commencer. Par la suite les jumeaux ont utilisé Twitter pour exprimer leur tristesse et présenter leurs excuses pour l'annulation de l'évènement et ont demandé aux fans d'être respectueux et de se mettre en sécurité.

### Fans
En octobre 2017, un fan a attiré l'attention par le biais de Twitter à cause de propos haineux. D'autres personnes de la communauté ont utilisé un langage raciste à l'encontre de certains fans. Il semblerait également que des comptes auraient été créés afin de harceler les personnes de couleurs de la communauté,. En réponse à cette avalanche de haine, d'autres fans ont créé un hashtag pour soutenir les personnes concernées et dénoncer ces actions.

## Prix et nominations
| Année | Pour               | Prix                            | Résultat   |
| ----- | ------------------ | ------------------------------- | ---------- |
| 2016  | Teen Choice Awards | Star masculine du Web           | Lauréat    |
| 2016  | Teen Choice Awards | YouTuber                        | Lauréat    |
| 2017  | Teen Choice Awards | Comédien du Web                 | Lauréat    |
| 2017  | Teen Choice Awards | Star masculine du Web           | Nomination |
| 2017  | Teen Choice Awards | YouTuber                        | Nomination |
| 2017  | Teen Choice Awards | Le Choix De La Comédie Web Star | Nomination |